# Ramal de Avis
O Ramal de Avis, igualmente conhecido como Linha do Vale do Sorraia ou Linha de Aviz a Coruche, foi um caminho de ferro projectado em Portugal, que tinha como objectivo criar uma ligação ferroviária à vila de Avis, mas que nunca chegou a ser realizado. Projectado nos finais do Século XIX, em resposta às deficientes condições de transporte na região, foi levado a concurso em 1903, mas várias dificuldades impediram a execução deste projecto, que foi cancelado em 1907.

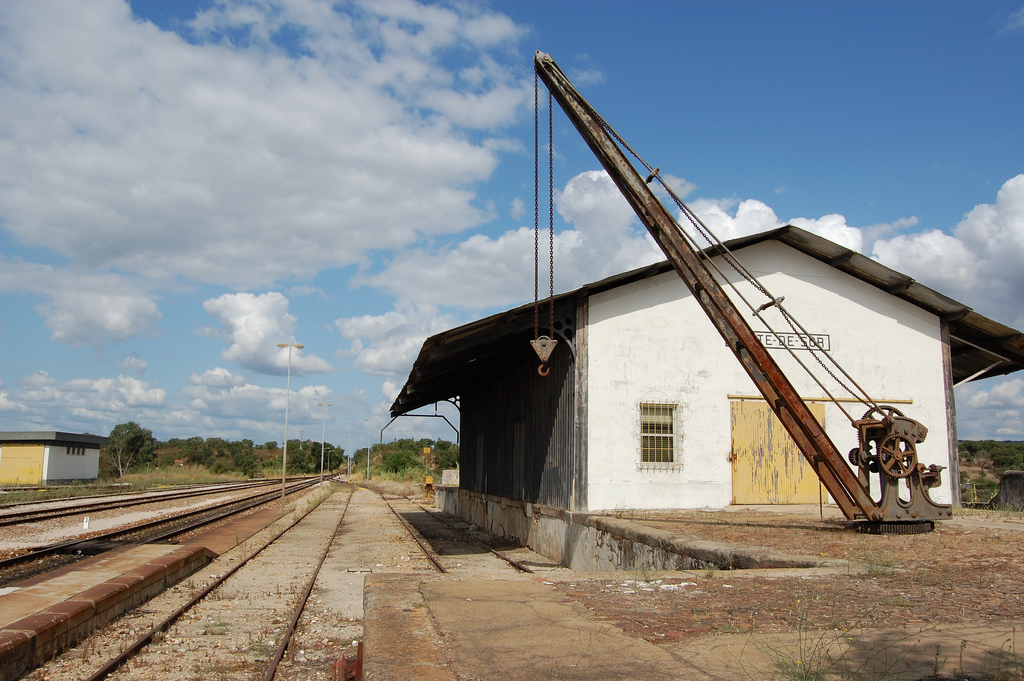
Estação de Ponte de Sor, em 2008.

## História

### Antecedentes
Nos inícios do Século XX, a região do Vale do Rio Sorraia, concentrando os concelhos de Coruche, Mora e Avis, apresentava várias deficiências em termos de infraestruturas de comunicação, uma vez que a rede de estradas estava em mau estado, sendo já bastante antiga, e perigosa nalguns troços. O principal meio de transporte de carga eram as tradicionais carretas alentejanas, que devido à sua reduzida capacidade, eram insuficientes para as necessidades de transporte, especialmente nas alturas do ano mais produtivas. Estes factores, em conjunto, faziam com que as comunicações fossem morosas e caras, principalmente no transporte de mercadorias.
Por outro lado, as orientações da rede ferroviária nacional fizeram com que esta região ficasse com uma deficiente cobertura, tendo apenas Coruche ficado com acesso ao caminho de ferro, através da Linha de Vendas Novas, que nessa altura encontrava-se em construção. Assim, as estações mais próximas ficaram muito distantes das principais localidades; por exemplo, a estação mais próxima de Mora ficava a cerca de 40 quilómetros de distância, e Avis ficava a 30 quilómetros da Estação de Ponte de Sor, e a 28 quilómetros da de Chança. Esta condição, aliada às deploráveis condições em que se encontravam as estradas, constituía um obstáculo ao desenvolvimento económico da região, especialmente em termos de produção agrícola e florestal.

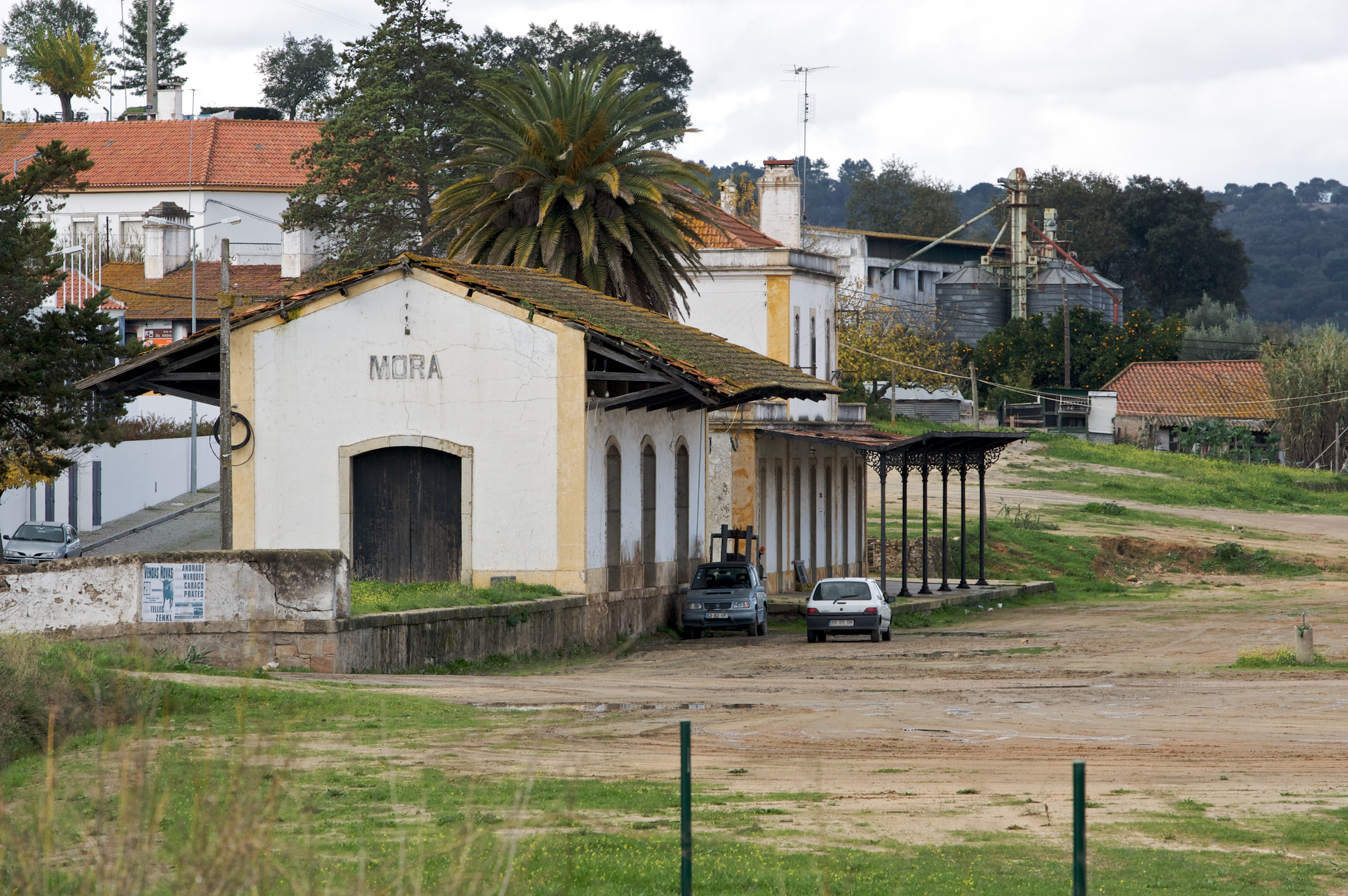
Antigas instalações da Estação de Mora, em 2009.

### Planeamento

#### Primeira fase
Nos finais do Século XIX, foi realizado um inquérito administrativo, para a apreciação do público sobre os projectos ferroviários dos Planos das Redes Complementares ao Norte do Mondego e Sul do Tejo; entre os caminhos de ferro incluídos, estava a Linha do Valle do Sorraia, de via estreita, que ligaria Coruche a Estremoz passando por Mora.
No Plano da Rêde Complementar ao Sul do Tejo, elaborado em 1899 por uma comissão nomeada pelo ministro Elvino José de Sousa Brito, estavam incluídas duas linhas de via estreita, correspondentes à Rede do Vale do Sorraia; a primeira ligaria Estremoz a Portalegre, passando por Sousel, Fronteira, Cabeço de Vide e a Estação de Portalegre, enquanto que a segunda, denominada de Linha do Sorraia ou Linha do Vale do Sorraia, sairia da linha anterior em Fronteira, e terminava na Estação de Quinta Grande da Linha de Vendas Novas. O seu percurso passaria junto a Ervedal, Cabeção, Avis, Maranhão, Mora, e Couço, e teria um troço em comum com a Linha de Ponte de Sor, no qual passava por Mora. O propósito deste caminho de ferro seria, principalmente, aliviar os problemas de comunicações da região, e reduzir o seu isolamento em relação ao transporte ferroviário, não só nas principais localidades, mas também nos pontos intermédios, como Santa Justa, São Domingos e Couço, que também apresentavam uma certa importância; por outro lado, a região em si também possuía uma considerável riqueza em termos económicos, principalmente na agricultura, que iria certamente ser desenvolvida pelas melhorias nas comunicações.
A escolha do tipo de via foi, em grande parte, motivada por interesses militares, através da Comissão Superior de Guerra. A construção da linha entre Estremoz e Portalegre podia, no entanto, ser dispensada, caso fosse terminada a ligação entre a Linha de Évora e Ponte de Sor; com efeito, esta última tinha prioridade, uma vez que era em via larga, enquanto que a linha até Portalegre seria em via estreita, o que obrigaria a transbordos, e não permitiria o tráfego entre as suas confinantes. O percurso original da linha para Portalegre foi desviado, de forma a não ficar paralelo à Linha do Leste, e, assim, não transgredir os direitos da Companhia Real, mas assim ficou muito mais longe de Avis. Assim, estas duas linhas foram postas em segundo plano, e excluídas do documento definitivo, estabelecido por um decreto de 15 de Novembro de 1902, e aprovado por um outro decreto, de 27 de Novembro. Com efeito, num pedido feito ao Ministro das Obras Públicas para a construção da Linha do Sorraia, foi respondido que o concurso não poderia ser aberto, uma vez que a linha não fora incluída no Plano da Rede, e que a melhor alternativa seria a linha entre Évora e Ponte de Sor (i.e., futuro Ramal de Mora, na altura já em projeto).

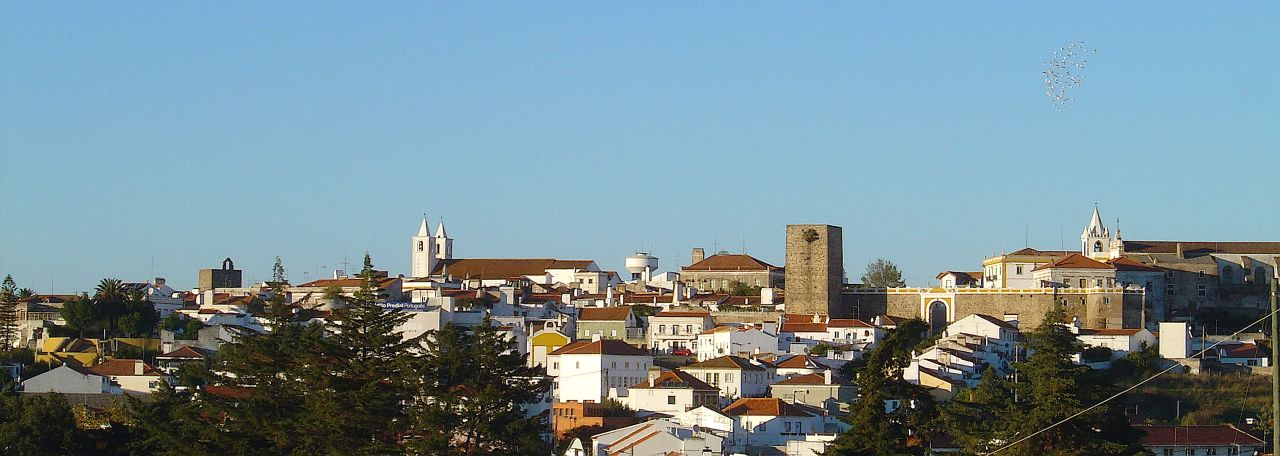
Vila de Avis.

#### Segunda fase
Em 8 de Fevereiro de 1903, numa reunião em Avis, foi proposto pelo presidente da câmara, Augusto de Mesquita, formar uma empresa ou sociedade anónima, para angariar, por meio de acções, os meios financeiros necessários para construir o troço entre aquela localidade e Quinta Grande; este tramo, com cerca de 75 quilómetros de extensão, sairia de Quinta Grande e seguiria pela estrada até Couço e Monte do Engal, virando, neste ponto, para Sul, atravessava a Ribeira da Raia por uma ponte de alvenaria a Norte de Mora, passava por Cabeção, e terminava em Avis. O troço entre Quinta Grande e Monte do Engal utilizaria o leito das estradas, enquanto que o resto da linha seria em via própria. Foi realizado um cálculo das despesas de construção e de exploração e uma previsão das receitas, tendo-se chegado  à conclusão que a linha poderia ter lucro. Em 23 de Março, realizou-se uma reunião dos principais proprietários e agricultores no salão da Sociedade Recreativa de Mora, para promover a construção da linha, tendo-se decidido enviar uma representação ao Rei, de forma a que fosse estudado o traçado da linha. No início desse mês, os dois peticionários Mesquita e Cruz, visitaram Avis, tendo sido bem recebidos pelas populações e pelas autarquias; ambos requereram, igualmente, a continuação da linha, de Avis até Estremoz.
Em Abril, uma comissão formada por presidentes de Câmara e outros representantes das autarquias de Coruche, Avis e Mora, grandes proprietários da região, e vários deputados, foi a Lisboa entregar uma representação ao Rei, para a construção da Linha. A comissão foi recebida pelo ministro no dia 28, que afirmou estar a par do assunto, e que prometeu estudar os projectos e inserir a linha no Plano da Rede ao Sul do Tejo. A comissão também se encontrou com Vasconcellos Porto, engenheiro em chefe da Exploração da Companhia Real, para lhe pedir que intercedesse junto da empresa, de forma a que esta não levantasse obstáculos à construção da linha; esta solicitação foi aceite pelo engenheiro, que prometeu fazer o que estivesse ao seu alcance para ajudar naquele empreendimento.
Os habitantes e várias associações públicas e privadas dos concelhos comprometeram-se a auxiliar, financeiramente e em termos de mão-de-obra, a construção das Linhas do Sorraia e de Portalegre; por exemplo, a autarquia de Avis decidiu financiar este projecto com 6:000$000 réis, se fosse utilizada via larga, e 3:000$000 réis, caso fosse empregada a via estreita. Tanto esta como a Câmara de Fronteira prometeram auxiliar nas expropriações, de forma a torná-las gratuitas, ou a preços razoáveis.
Assim, o governo voltou a ter interesse na construção destas linhas; como ambas já tinham sido alvo de um inquérito, puderam, nos termos de um decreto de Outubro de 1898, ser classificadas e introduzidas no Plano da Rede, o que foi feito por um decreto de 7 de Maio de 1903. Acreditava-se que a entrada em funcionamento desta ligação iria retirar algum do tráfego à Linha de Évora, mas o Governo, agindo em nome do interesse geral, continuou a promover a construção desta linha; por outro lado, esta perda poderia ser mais tarde compensada quando fosse aberta a linha até Ponte de Sor. Devido ao seu percurso ser quase todo paralelo a parte da Linha do Leste, e a distar menos de 40 quilómetros daquele caminho de ferro, a sua construção só poderia ser realizada com autorização da Companhia Real dos Caminhos de Ferro Portugueses, nos termos do contrato de 14 de Setembro de 1859. Em meados desse ano, o conselho de administração da Companhia Real deliberou que iria desistir dos seus direitos em relação à Linha do Sorraia, desde que se considerasse o ponto inicial não só em Fronteira, mas também em Portalegre. Em Junho, o agente comercial daquela Companhia, Patrício dos Reis, examinou a Linha, tendo percorrido todo o traçado e estudado as condições do tráfego.

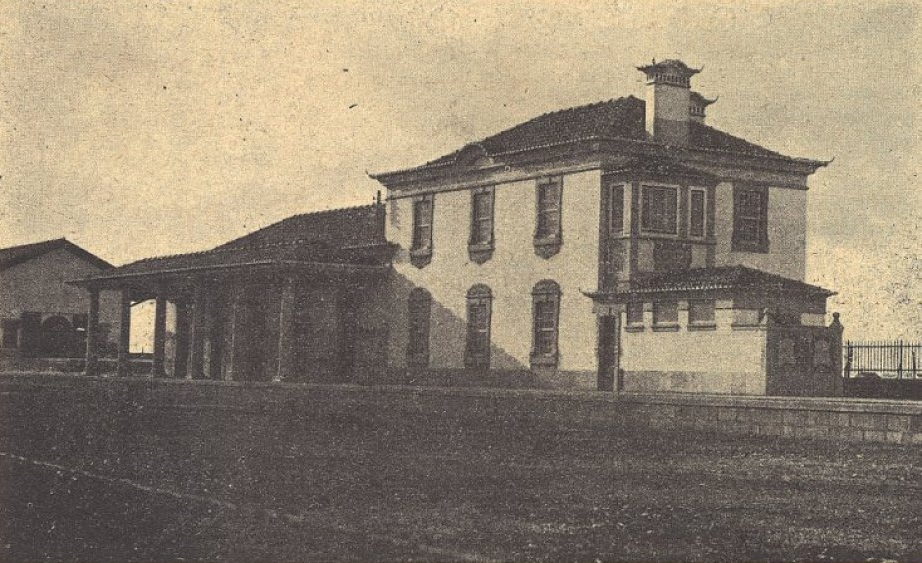
Construção da Estação Ferroviária de Fronteira.

### Abertura do concurso
Em 15 de Julho, o Ministério das Obras Públicas, Comércio e Indústria publicou as bases para o concurso para a Linha de Portalegre e para o Ramal de Avis, entre Fronteira e Avis, que seria considerado como o primeiro troço da Linha do Sorraia; o concurso foi realizado em 23 de Setembro. Ambas as linhas deveriam ser de via única, em bitola estreita, devendo o Ramal de Avis abrir só depois da entrada em serviço do troço de Fronteira à Estação de Portalegre. O anúncio da abertura deste concurso provocou manifestações de agradecimento por parte das populações, em Portalegre e em Fronteira. A Câmara Municipal de Portalegre comprometeu-se a apoiar ambos os projectos, através da cedência gratuita dos terrenos municipais, e de um subsídio de 5 contos de réis, a serem pagos anualmente a partir de 1905. Foram apresentadas duas propostas, uma de um grupo representado pelo engenheiro Henrique Moreira, e a outra do industrial José Pedro de Mattos. Esta última proposta foi a escolhida, tendo o ministro Ernesto Madeira Pinto assinado o contrato com Pedro de Mattos em 9 de Dezembro, não se prevendo quaisquer garantias de juro nem subvenções quilométricas. O concessionário ordenou logo a realização dos estudos, prevendo-se que iriam começar em meados de Janeiro do ano seguinte.
Em 1905, foi estudado o troço entre Mora e Coruche deste caminho de ferro, tendo sido confirmado que o local de entroncamento teria de ser na Estação de Quinta Grande, uma vez que era impossível fazer a ligação a Coruche.

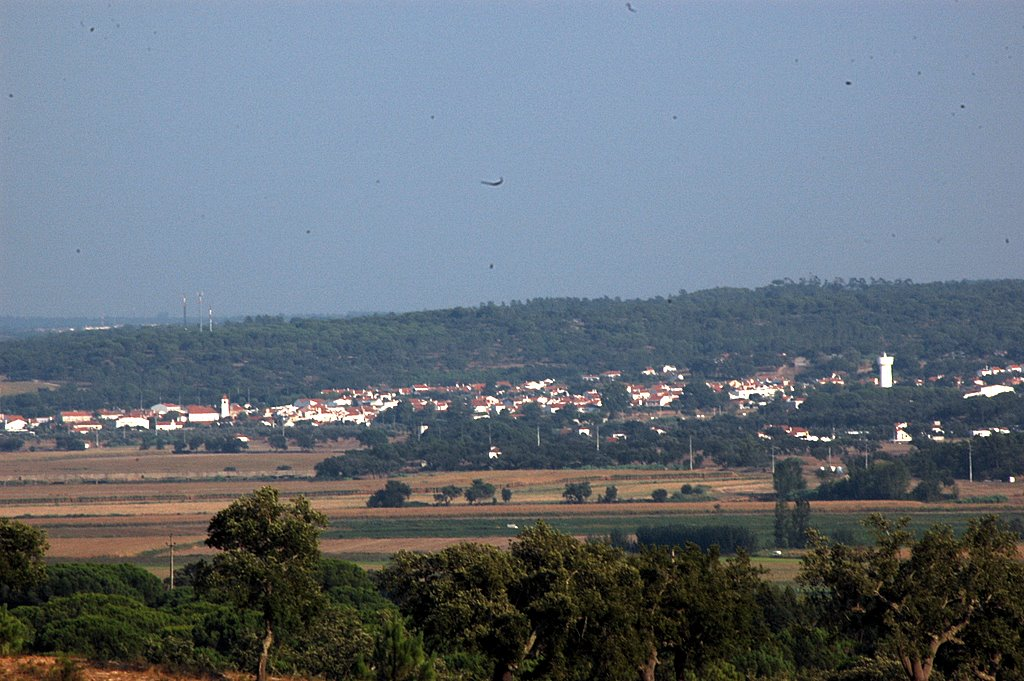
Vista da vila de Couço.

### Fim do projecto do Ramal de Avis
Posteriormente, tentou-se transferir os direitos da concessão para uma empresa francesa, sem sucesso, pelo que, em 27 de Junho de 1907, um decreto autorizou que o Ramal de Portalegre fosse prolongado, por Castelo de Vide, até à Linha da Beira Baixa, e que o projecto do Ramal de Avis fosse suprimido. Em 9 de Agosto do mesmo ano, foi modificada a concessão, já sem este ramal.
O Decreto n.º 18:190, de 28 de Março de 1930, reorganizou a rede ferroviária nacional, e estabeleceu novas bases para os troços ferroviários planeados; assim, foi reintroduzido o Ramal de Avis, em via larga, entre Fronteira e a Estação de Cabeção, com uma estação em Avis, e a denominação de Linha do Sorraia foi atribuída a um novo troço, em bitola larga, que se deveria compreender entre Ponte de Sor e Lisboa, passando por Couço, Quinta Grande, e Alcochete, com uma ligação ao Ramal do Montijo; a travessia do Rio Tejo seria feita pela Ponte de Montijo, de grandes dimensões.